# Peter Maas (burgemeester)
Petrus Maria (Peter) Maas (Deurne, 18 juli 1953 – Sint-Oedenrode, 23 januari 2023) was een Nederlands burgemeester namens het CDA.

## Levensloop
Maas werd geboren als zesde van twaalf kinderen van Jan Maas (1917-1994) en Nel Maas-van de Mortel (1921-2005), landbouwers te Deurne. Hij maakte politieke carrière als wethouder van Economie en Dienstverlening in zijn geboorteplaats. In 2003 verruilde hij deze functie voor de post van burgemeester van Sint-Oedenrode. Hij vervulde deze functie tot de opheffing van de gemeente op 1 januari 2017.
Maas was vanaf 1 november 2016 ruim twee jaar waarnemend burgemeester van de gemeente Bladel. 15 januari 2019 was zijn laatste dag, daarna werd Remco Bosma zijn opvolger. 
Maas overleed op 69-jarige leeftijd na een kort ziekbed.